# Пасека (Брагинский район)
Пасека (бел. Пасека) — упразднённая деревня в Комаринском сельсовете Брагинского района Гомельской области Беларуси.

## География

### Расположение
В 66 км на юго-восток от Брагина, 21 км от железнодорожной станции Иолча (на линии Овруч — Полтава), 182 км от Гомеля.

## Транспортная сеть
Транспортные связи по просёлочной, затем автомобильной дороге Комарин — Брагин. Планировка состоит из прямолинейной улицы меридиональной ориентации, которая на севере присоединяется к центру прямолинейной широтной улицы. Застройка деревянными домами усадебного типа.

## История
Известна с XIX века как фольварк в Иолченской волости Речицкого повета Минской губернии.
Согласно переписи 1897 года. В 1931 году организован колхоз. В 1959 году входила в состав совхоза "Комаринский" (центр - городской посёлок Комарин).
20 августа 2008 года деревня упразднена.

## Население
После катастрофы на Чернобыльской АЭС и радиационного загрязнения жители (15 семей) переселены в 1986 году в чистые места.

### Численность
- 2010 год — жителей нет

### Динамика
- 1897 год — 4 двора, 38 жителей (согласно переписи)
- 1959 год — 93 жителя (согласно переписи)
- 1986 год — жители (15 семей) переселены